# Філатов Леонід Олексійович
Філа́тов Леоні́д Олексі́йович (рос. Леонид Алексеевич Филатов; нар. 24 грудня 1946, Казань — пом. 26 жовтня 2003, Москва) — радянський і російський актор, режисер, письменник, поет, і телеведучий. Заслужений артист РРФСР (1987). Народний артист Російської Федерації (1995). Лауреат Державної премії Російської Федерації (1996).

## Біографія
Народився 24 грудня 1946 р. в Казані в родині геолога. Закінчив Театральне училище ім. Б. Щукіна (1969, майстерня В. Львової і Л. Шихматова).
З 1969 року — актор Московського театру на Таганці.
У 1985—1987 рр. «Таганку» очолював Анатолій Ефрос, а Філатов на той час працював у театрі «Современник», потім повернувся до «Таганки».
З 1970 року Філатов успішно працював у кіно («Екіпаж» (1979), «З вечора до полудня» (1981), «Успіх» (1984), «Забута мелодія для флейти» (1987) та ін). Також грав в українських стрічках: «Жінки жартують серйозно» (1981, Борис), «Ярослав Мудрий» (1981, Твердислав), «Грачі» (1983, Віктор), «Петля» (1983, Васильєв).
1989 року був обраний секретарем Спілки кінематографістів СРСР.
Єдина режисерська робота Л. Філатова — фільм «Сукині діти» (1990). Другий фільм «Свобода або смерть» (1993, режисер, сценарист, актор) не був завершений.
У 1993—2003 роках був автором і ведучим на 1-му каналі Останкіно (пізніше — на рос. ОРТ/ Перший канал) циклу документальних програм «Щоб пам'ятали» (рос. «Чтобы помнили»), присвяченого пам'яті відомих у минулому, але незаслужено забутих акторів радянського кіно (з 1995 р. проєкт вироблявся телекомпанією REN-TV).

### Останні роки
У 1993 році Філатов переніс інсульт, у 1997 році — операцію з видалення нирок. Понад два роки він провів на гемодіалізі — апараті «штучна нирка».
У жовтні 1997 року акторові було зроблено операцію з пересадки донорської нирки.
У жовтні 2003 року Філатов застудився, почалася двостороння пневмонія.
З 16 жовтня у важкому стані перебував у відділенні реанімації Центральної клінічної лікарні. Весь цей час був під'єднаний до апарату штучного дихання в стані «лікарського і медикаментозного сну». Для лікування необхідно було приймати препарати, що підвищують імунітет, що протипоказано при пересаджених органах через багаторазове підвищення ризику відторгнення донорського органу. Через 10 днів, 26 жовтня 2003 року, Леонід Філатов помер на 57-му році життя.
Помер 26 жовтня 2003 року. Похований у Москві на Ваганьковському цвинтарі.
29 жовтня 2003 відбулося відспівування актора в храмі Воскресіння Словущого на Успенському Вражку, церемонія прощання пройшла в Центральному будинку кіно.

## Сім'я
Батько Леоніда помер 1982 року, був похований на Ашхабадському міському кладовищі.
- Перша дружина — Лідія Кузьмівна Савченко (нар.08.11.1941), актриса.
- Друга дружина (з 1982) — Ніна Шацька (1940—2021), Заслужена артистка РФ (2008).

## Державні нагороди
- Заслужений артист РРФСР (09.07.1987)
- Народний артист Російської Федерації (28.12.1995)
- Державна премія Російської Федерації в галузі літератури та мистецтва 1995 року (в галузі кіно та телебачення) (27.05.1996) — за цикл телевізійних передач «Щоб пам'ятали»

## Фестивалі та премії
- Лауреат премії міжнародного кінофестивалю у Карлових Варах (за фільм «Чичерін», де зіграв головну роль) (1986)
- Гран-прі на ВРКФ «Кінотавр» у Сочі — за фільм «Сукині діти» (1991)
- Премія «Тріумф» (1996)
- Російська національна телевізійна премія ТЕФІ — Спеціальний приз Академії російського телебачення (1996)
- Премія літературного журналу «Октябрь» за комедію «Лісістрата» (1998)
- Міжнародна премія «Поезія» у номінації «Русь співаюча» (2000)

## Фільмографія

### Акторські роботи
- «А ви, товаришу?» (1969, фільм-спектакль, поет; реж. В. Шалевич, В. Третьякова)
- «Едгар одружується» (1969, фільм-спектакль, нотаріус)
- «Місто першого кохання» (1970, Борис)
- рос. «Во весь голос» (1973, телеспектакль, реж. С. Євлахішвілі)
- «Фредерік Моро» (1973, фільм-спектакль; Фредерік Моро; реж. В. Смєхов)
- «Мартін Іден» (1976, фільм-спектакль; Бріссенден)
- «Любов Ярова» (1977, фільм-спектакль; Михайло Яровий)
- «Кішка на радіаторі» (1977, чоловік; реж. С. Євлахішвілі)
- «Капітанська дочка» (1978, фільм-спектакль, Швабрін; реж. П. Резніков)
- «Годинник з зозулею» (1978, Кузнєцов Валентин Миколайович; екранізація п'єси Філатова, реж. С. Євлахішвілі)
- «Ецитони Бурчеллі» (1978, фільм-спектакль; Афанасій Хвощ)
- «Іванцов, Петров, Сидоров» (1978, Олексій Петрович Петров; реж. К. Худяков)
- «Обережно, ремонт!» (1979, фільм-спектакль; Валентин Кузнєцов)
- «Лють» (1979, фільм-спектакль, Обольянінов; реж. С. Євлахішвілі)
- «Екіпаж» (1979, Ігор Скворцов, бортінженер; реж. О. Мітта)
- «Хто заплатить за удачу» (1980, Федір Чумак, картковий шулер; реж. К. Худяков)
- «Вам і не снилося…)» (1980, Михайло, коханець Тетяни Миколаївни; реж. І. Фрез)
- «Звідки у траві риба?» (1980, к/м, реж. І. Диховичний)
- «Жінки жартують серйозно» (1981, Борис Проворний; реж. К. Єршов, Кіностудія ім. О. Довженка)
- «Ярослав Мудрий» (1981, Твердислав, воєвода; реж. Г. Кохан, Кіностудія ім. О. Довженка)
- «З вечора до полудня» (1981, Кім Жарков, син письменника, тренер; реж. К. Худяков)
- «Повісті Бєлкіна. Постріл» (1981, Сільвіо; реж. П. Фоменко)
- «Голос» (1982, Сергій Анатолійович, режисер; реж. І. Авербах)
- «Обрані» (1982, пан Б. К., німецький барон; реж. С. Соловйов, СРСР—Колумбія)
- «Грачі» (1983, Віктор Сергійович Грач, середній брат; реж. К. Єршов, Кіностудія ім. О. Довженка)
- «Сповідь його дружини» (1983, Річард Бекрайтіс)
- «Алі-Баба і сорок розбійників» (1983, перехожий, збирач історій; реж. О. Рябоконь)
- «З життя начальника карного розшуку» (1983, Степан Петрович Слєпнєв, «Разгуляй», шофер-далекобійник, колишній злодій-рецидивіст)
- «Петля» (1983, інспектор Васильєв; реж. О. Гойда, Кіностудія ім. О. Довженка)
- «Співучасники» (1983, Сергій Олександрович Хлєбніков, слідчий прокуратури; реж. І. Туманян)
- «Європейська історія» (1984, репортер газети «Express» журналіст Хайнц Ренке; реж. І. Гостєв)
- «Успіх» (1984, Геннадій Максимович Фетисов, молодий режисер зі столиці; реж. К. Худяков)
- «Береги в тумані» (1986, Дмитро Шелопугін; реж. Ю. Карасик, СРСР—Болгарія)
- «Чичерін» (1986, Чичерін; реж. О. Зархі)
- «Забута мелодія для флейти» (1987, Леонід Семенович Філімонов; Е. Рязанов)
- «Загін» (1987, Крафт/майор, потім полковник Мустафа ас-Салем)
- «Претендент» (1987, Тед Стівенс; реж. К. Худяков, СРСР—Чехословаччина)
- «Місто Зеро» (1988, Олексій Михайлович Варакін, інженер московського машинобудівного заводу; реж. К. Шахназаров)
- «Радощі земні» (1988, т/ф, Клим Бобрищов)
- «Про Федота-стрільця, удалого молодця» (1988, телеспектакль; автор і виконавець)
- «Крок» (1988, Гусєв; реж. О. Мітта, СРСР—Японія)
- «Сукині діти» (1990, Юрій Михайлович, чиновник міністерства культури)
- «Аліса і Букініст» (1992, епізод)
- «Благодійний бал» (1993, Віктор Бершадський)
- «Гравці-XXI» (1993, телеверсія театральної вистави, Іхарєв; реж. С. Юрський
- «Свобода або смерть» (1993, режисер, сценарист, актор) — не був завершений

### Озвучування кінофільмів
- «Тобі — атакуючий класе!» (1977, мультфільм; читає текст)
- «Овід» (1980, Чезаре Мартіні — роль Григоре Григоріу; Кіностудія ім. О. Довженка)
- «Повернення Ольмеса» (1984, голос за кадром)
- «Чужа біла і рябий» (1986, батько Івана Найдьонова — роль Любомираса Лауцявічюса)

### Режисер-постановник
- «Сукині діти» (1990, автор сценар. у співавт.)
- «Свобода або смерть» (1993, режисер, сценарист, актор) — не був завершений

### Екранізації творів Леоніда Філатова
- «Годинник з зозулею» (1978, екранізація п'єси, реж. С. Євлахішвілі)
- «Про Федота-стрільця, удалого молодця» (1988, телеспектакль; реж. Зінаїда Алієва)
- «Сукині діти» (1990, автор сценарію, за участю І. Шевцова (п'єса)
- «Оповідь про Федота-Стрільця» (2001, х/ф за мотивами п'єси «Про Федота-стрільця, удалого молодця», реж С. Овчаров)
- «Про Федота-стрільця, удалого молодця» (2008, повнометражний мультиплікаційний фільм, реж. Л. Стеблянко)